# Az Atlanti-óceánon túl
Az Atlanti-óceánon túl (eredeti cím: Transatlantic) 2023-as francia–német történelmi sorozat, amelyet Anna Winger alkotott, Julie Orringer Üldözöttek gyűjteménye című regénye alapján. A főbb szerepekben Gillian Jacobs, Lucas Englander, Cory Michael Smith, Ralph Amoussou és Deleila Piasko látható.
Franciaországban és Magyarországon 2023. április 7-én mutatta be a Netflix.

## Ismertető
A sorozat Menekültügyi Válságbizottság mutatja be, amely 1940-ben, Franciaország eleste után Marseille-ben, Spanyolországban és Portugáliában működött.

## Szereplők

### Főszereplők
| Szereplő         | Színész            | Magyar hang      |
| ---------------- | ------------------ | ---------------- |
| Mary Jayne Gold  | Gillian Jacobs     | Pikali Gerda     |
| Albert Hirschman | Lucas Englander    | Szatory Dávid    |
| Varian Fry       | Cory Michael Smith | Rohonyi Barnabás |
| Paul Kandjo      | Ralph Amoussou     | Csiby Gergely    |
| Lisa Fittko      | Deleila Piasko     | Gubik Petra      |
| Thomas Lovegrove | Amit Rahav         | Hajdu Tibor      |
| Philippe Frot    | Grégory Montel     | Fillár István    |
| Graham Patterson | Corey Stoll        | Pataki Ferenc    |

### Mellékszereplők
| Szereplők              | Színész                  | Magyar hang         |
| ---------------------- | ------------------------ | ------------------- |
| Walter Benjamin        | Moritz Bleibtreu         | Fesztbaum Béla      |
| Max Ernst              | Alexander Fehling        | Mészáros Béla       |
| André Breton           | Louis-Do de Lencquesaing | Máté Gábor          |
| Jacqueline Lamba       | Hande Kodja              | Hámori Eszter       |
| Walter Mehring         | Jonas Nay                | Szántó Balázs       |
| Hiram "Harry" Bingham  | Luke Thompson            | Dér Zsolt           |
| Peggy Guggenheim       | Jodhi May                | Pálfi Kata          |
| Margaux                | Rafaela Nicolay          | Majsai-Nyilas Tünde |
| Jacques "Petit" Kandjo | Birane Ba                | Kenéz Ágoston       |
| Lena Fischmann         | Henriette Confurius      | Dobó Enikő          |
| Lorène Letoret         | Lolita Chammah           | Bozó Andrea         |
| Souleymane Toure       | Yoli Fuller              | Vizi Dávid          |
| Bill Freier            | Nadiv Molcho             | Kurely László       |
| Ursula Hirschmann      | Morgane Ferru            | Ligeti Kovács Judit |
| Hannah Arendt          | Alexa Karolinski         | Sodró Eliza         |
| Hans Fittko            | Hanno Koffler            | Lengyel Benjámin    |

### Magyar változat
- Magyar szöveg: Pallinger Emőke
- Felvevő hangmérnök: Policza Imre
- Hangmérnök: Bogdán Gergő
- Vágó: Kránitz Bence
- Gyártásvezető: Újréti Zsuzsa
- Szinkronrendező: Aprics László
- Produkciós vezető: Haramia Judit

A szinkront az Iyuno Hungary készítette.

## Epizódok
| Sor. | Év. | Cím                                                      | Rendező                              | Író                           | Premier          |
| --- | --- | -------------------------------------------------------- | ------------------------------------ | ----------------------------- | ---------------- |
| 1. | 1.  | A rejtőzködő kéz elve (Hiding Hand Principle)            | Stéphanie Chuat és Véronique Reymond | Anna Winger és Daniel Hendler | 2023. április 7. |
| 1940-ben Marseille-ben Mary Jayne Gold és Varian Fry, az Amerikai Menekültügyi Válságbizottság ügynökei megpróbálnak segíteni a náci Németországból az Egyesült Államokba menekülő menekülteknek, de erőfeszítéseiket a Vichy-kormány akadályozza. Eközben túlnyomórészt zsidó menekültek, köztük a testvérek, Albert és Ursula Hirschman, vízum híján Amerikába igyekeznek átjutni. Miután az első szökési kísérlet egy hajón kudarcba fullad, a menekülteket Lisa Fittko vezeti a Pireneusokon keresztül Spanyolországba. Ursula biztonságban folytatja útját, Albert és Lisa azonban visszatér Marseille-be, hogy tájékoztassa Mary Jayne-t és Variant az útvonalról. Mary Jayne apja elzárja őt a családi vagyontól, ami veszélyezteti a bizottság finanszírozását.                                  |     |                                                          |                                      |                               |                  |
| 2. | 2.  | A történelem angyala (The Angel of History)              | Stéphanie Chuat és Véronique Reymond | Anna Winger és Daniel Hendler | 2023. április 7. |
| A bizottság fő szálláshelyén, a Hotel Splendide-ban razziát tart a rendőrség. Varian régi szerelme, Thomas Lovegrove felajánlja vidéki kúriáját, a Villa Air-Bel-t, mint biztonságos menedéket. Lisa a hegyeken keresztül vezeti a menekültek egy csoportját, köztük Walter Benjamint. Mary Jayne elcsábítja Graham Patterson amerikai konzult, abban a reményben, hogy a férfi meggyőzi apját, hogy adja vissza a járandóságát. Spanyolországban Benjamin öngyilkos lesz. Hiram Bingham alkonzul tájékoztatja Variant, hogy az Egyesült Államokban erősödik a bevándorlóellenes hangulat, ami megnehezíti az bizottság munkáját. Thomas bemutatja Mary Jayne-t a titokzatos Margaux-nak, aki finanszírozza a bizottságot, ha Mary Jayne együttműködik a brit hírszerzéssel.                             |     |                                                          |                                      |                               |                  |
| 3. | 3.  | A vadon (The Wilderness)                                 | Stéphanie Chuat és Véronique Reymond | Anna Winger                   | 2023. április 7. |
| Mary Jayne és Thomas segít Margaux küldetésében, hogy brit hadifoglyokat szabadítson ki a francia börtönből. Frot a marseille-i rendőrségtől nyomást gyakorol Pattersonra, hogy megtudja, hol vannak a bizottság menekültjei. A Hotel Splendide portásai és az ouidah-i testvérek, Paul és Petit, ellenállási sejtet alapítanak. Albert féltékeny arra, hogy Mary Jayne lefeküdt Pattersonnal. Varian egy Max Ernst vízumával kapcsolatos kavarodással foglalkozik. Peggy Guggenheim ellátogat a villába, Max pedig szürrealista születésnapi partit rendez magának. Patterson szemtanúja lesz Varian és Thomas csókolózásának, ami miatt üzenetet küld az amerikai kormánynak, amelyben megkérdőjelezi, hogy a bizottság Amerika érdekeit szem előtt tartva jár-e el.                                   |     |                                                          |                                      |                               |                  |
| 4. | 4.  | Nincs visszaút (No Road Back)                            | Stéphanie Chuat és Véronique Reymond | Steve Bailie                  | 2023. április 7. |
| A náci tisztek marseille-i látogatása miatt a helyi rendőrség őrizetbe veszi a bizottságot és a menekülteket az SS Sinaia hajón. Mary Jayne elmondja Variannak, hogy ő és Thomas a brit hírszerzésnek dolgoznak, ami hazaárulás a semleges Egyesült Államokkal szemben. DuBois kapitány a Sinaia fedélzetén felajánlja, hogy kicsempészi a menekülteket, de Varian habozik elfogadni. Eközben Albert megpróbálja kijuttatni Walter Mehringet Marseille-ből, de Mehringnek végül vissza kell térnie a Villa Air-Belbe. Miután kiszabadulnak, Varian és Mary Jayne megtudják, hogy a Pireneusok útvonala veszélybe került, mert brit hadifoglyokat fogtak el egy Mary Jayne által biztosított térkép segítségével. Varian megtudja, hogy Franklin D. Roosevelt elnök megnyerte harmadik hivatali ciklusát. |     |                                                          |                                      |                               |                  |
| 5. | 5.  | Az emberi természet (The Human Condition)                | Mia Maariel Meyer                    | Isabel Teitler                | 2023. április 7. |
| Mary Jayne, Albert és Paul börtönszökést hajt végre, kiszabadítva a brit hadifoglyokat és Lisa férjét, Hans Fittkót a Camp des Milles táborból. A káoszban Mary Jayne-nek hátra kell hagynia kutyáját, Dagobert-et. Hannah Arendt nyomást gyakorol Varianra, hogy szerezzen neki vízumot az Egyesült Államokba. Sajnos, Varian-t elbocsátották a bizottságnál betöltött állásából. Thomasnak ad tanácsot arról, hogyan találja meg az ember az "iránytűt" a bizonytalanság idején. Varian meggyőzi Bingham alkonzult, hogy ne engedelmeskedjen a parancsnak, és szerezzen úti okmányokat a menekültek számára. Frot megtalálja Dagobertet, és rájön, hogy Mary Jayne állt a börtönszöktetés mögött. |     |                                                          |                                      |                               |                  |
| 6. | 6.  | Tiszta pszichikai automatizmus (Pure Psychic Automatism) | Mia Maariel Meyer                    | Carey McKenzie és Anna Winger | 2023. április 7. |
| Miután felfedezi, hogy a villát bepoloskázták, Varian-nak 24 órája van arra, hogy DuBois hajóját megtöltse menekültekkel. Varian meggyőzi Binghamet, hogy gyorsan hamisítsa meg a szükséges vízumokat. Albert és Paul szemtanúi lesznek, amint a nácik deportálják a foglyokat Marseille-ből. Patterson felfedezi Paul ellenállási celláját. Értesíti a rendőrséget, és Pault gyorsan letartóztatják. Patterson titkárnője, Lorene Letoret a Gestapo kémje, aki lehallgatta a villát. 257 menekült megy Martinique-ra a bizottság kemény munkájának köszönhetően. Mary Jayne és Albert házasságot terveznek, és az Egyesült Államokba utaznak. |     |                                                          |                                      |                               |                  |
| 7. | 7.  | Tűz a hóban (Fire in the Snow)                           | Mia Maariel Meyer                    | Tunde Aladese                 | 2023. április 7. |
| A feszültségek fokozódnak, ahogy Németország egyre nagyobb befolyást gyakorol Franciaországra, és a menekülés útjai eltűnnek. Marc és Bella Chagall, akik korábban nem voltak hajlandóak elhagyni Marseille-t, végül beleegyeznek, hogy elmenekülnek Marseille-ből. Mary Jayne fegyverekkel látja el Albertet, Petit, Lisát és Hansot, hogy megmenthessék Pault. A csoport elfog egy börtönkonvojt, kiszabadítva Pault és a többieket. Petit és egy rabbi azonban a mentőakció során meghal. Varian úgy dönt, hogy elkíséri Chagallékat az Egyesült Államokba, Thomas pedig szomorúan veszi tudomásul, hogy végleg elmegy. Albert elbúcsúzik Mary Jayne-től, amikor az elhagyja Franciaországot, ő pedig marad, hogy az ellenállásban harcoljon.                                                         |     |                                                          |                                      |                               |                  |

## A sorozat készítése
A sorozat volt az első projekt, amelyet 2021 szeptemberében jelentettek be a Netflix és Anna Winger berlini székhelyű produkciós cége, a Studio Airlift kreatív partnerségének keretében. A hétrészes sorozatot Winger és Daniel Hendler készíti, producerei pedig Winger és Camille McCurry. A rendezői csapatot Stéphanie Chuat, Véronique Reymond és Mia Meyer alkották. 2023 márciusában a Deadline Hollywoodnak adott interjújában a sorozat bemutatója előtt Winger elmondta, hogy a Casablanca című filmből merített ihletet.

### Forgatás
A forgatás 2022 februárjában kezdődött a Marseille-ben.